# Turmada turmada
Turmada turmada is een vlinder uit de familie van de dikkopjes (Hesperiidae). De wetenschappelijke naam van de soort werd als Dion turmada in 1912 gepubliceerd door Hamilton Herbert Druce.